# Юліус Сатінський
Юліус Сатінський (словац. Július Satinský; *20 серпня 1941, Братислава, Чехословаччина — †29 грудня 2002, Братислава, Словаччина) — словацький і чехословацький актор, співак, шоумен і письменник.

## Життєпис
Закінчив педагогічне училище, пізніше — Вищу школу виконавських мистецтв в Братиславі (1962-1966).
Акторську кар'єру розпочав в 1959 в створеному разом з Міланом Ласіцей, легендарному, в майбутньому, комічному дуеті, в якому виступав з авторськими програмами.
У 1960-х виступав на сцені театру «Divadlo na Korze». У 1964-1968 — на чехословацькому телебаченні в Братиславі. Після Празької весни 1968 виступ дуету в Словаччині було заборонено. Грав в кабаре в Брно. У 1972-1978 був членом музичного ансамблю театру Нова Сцена, в 1980-1990 виступав в Братиславі.
З 1967 знімався в чехословацьких фільмах. Відомий як комічний актор, радіо- і телеведучий. Разом з Міланом Ласіцей записав декількох музичних альбомів.
Автор великої кількості сценок, діалогів, фейлетонів, художніх програм, а також — книг спогадів про Братиславу, популярних дитячих творів.

## Фільмографія
- 1967 — Цезар і детективи / Cézar a detektívi — індіанець
- 1982 — З тобою мене радує світ / S tebou mě baví svět — Альберт Горак
- 1982 — Три золотих волосини / Plavcík a Vratko
- 1982 — Сердечний привіт з земної кулі / Srdečný pozdrav ze zeměkoule — інопланетянин
- 1984 — Продавець гумору / Prodavac humoru — Петранек
- 1985 — Село моя центральне — Стефан
- 2002 — Круті радості / Kruté radosti

## Нагороди
- Хрест Прібіни I ступеня (2002)

## Пам'ять
- У Братиславі встановлено пам'ятник Юліуса Сатінського.
- Словацьке астрономічне товариство назвало на його честь відкритий в 1998 астероїд 15946 Satinský.